# Isstormen i Nordamerika 1998

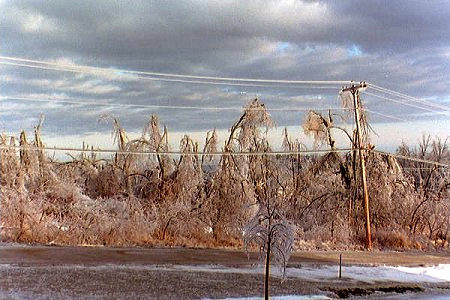
Fallna träd, och is på elledningarna.

Isstormen i Nordamerika 1998 (även kallad Stora isstormen 1998 eller Stora isstormen '98) var egentligen en serie mindre  isstormar som följde från östra Ontario via Québec till Nova Scotia i Kanada, samt in över angränsande områden från norra New York till centrala Maine i USA i januari 1998. Stormarna orsakade stora skador på träd och elektriciteten, och ledde till långa strömavbrott. Miljontals människor blev utan ström i dagar och veckor, vissa i flera månader. 35 personer omkom, och flera företag fick stänga i städer som Montréal och Ottawa. Kanadas militär gjorde sina mest omfattande inkallningar sedan Koreakriget, med över 16 000 inkallade, 12 000 i Québec och 4  000 i Ontario då krisen kulminerade.:16

## Isstormen över Kanada i januari 1998
Under första delen av januari 1998 drog en varmfront in över östra Kanada. Denna varmfront  kolliderade med kalluft, och då bildades underkylt regn. Det föll ner i stora mängder över provinsen Quebec. När isen lade sig i tjocka lager på vägar och  byggnader ställdes samhället och invånarna i Quebec inför svåra utmaningar. Elledningarna belades med ett tjockt islager. När kraftledningarna blev tunga av isen. Många av dem föll de ner och strömavbrott uppstod. Många hus i Montreal värmdes upp med el. Efter en stund slutade hela elförsörjningen att fungera. Då blev tre miljoner invånare strömlösa, och snabbt blev det brist på reservaggregat. På en del ställen blev man också utan vattenförsörjning. Under de dagar isstormen pågick måste delar av befolkningen att flytta från vissa områden. Rätt många människor frös ihjäl. Andra återigen omkom när de försökte få bort isbeläggning på sina hustak. Myndigheterna hade ordnat med uppvärmda uppsamlingscentra  i området och där tillbringade hundratusentals människor åtminstone någon natt.